# Bandeira de Pamplona

Bandeira atual de Pamplona

A bandeira da cidade de Pamplona é dos símbolos oficiais da capital da Comunidade Foral de Navarra, Espanha. É  verde, com proporções de 2 por 3, com o escudo de Pamplona no centro.

## História
A bandeira atual é usada desde 1923, ano em que, a propósito da comemoração do quinto centenário do Privilégio da União, o foral da cidade, o ayuntamiento, decidiu realizar outra bandeira com fundo verde, devido ao mau estado em que se encontrava a que existia. A bandeira anterior era de cor branca com triângulos azuis. O verde foi adotado porque segundo o primeiro livro de autos do município as primeiras bandeiras de Pamplona eram verdes, apesar do Privilégio da União, outorgado em 1423 por Carlos III de Navarra descrever a bandeira da seguinte forma:

Bandeira até 1923

| “ | Todo el dicto pueblo de nuestra dicta Muy Noble Ciutat de Pomplona, unido como dicto es, aya a auer un sieillo grant et otro menor para contra sieillo. Et un pendon de unas mesmas armas, de las quolles el campo sera de azur; et en medio aura un leon pasant, que sera dargent; et aura la lengoa et huynnas de gulean. Et alrededor del dicto pendon aura un renc de nuestras armas de Nauarra, de que el campo sera de gulean et la cadena que yra alrededor, de oro. Et sobre el dicto león , en la endrecha de su exquina, aura en el dicto campo del dicto pendon una corona real de oro, en senyal que los reyes de Nauarra suelen et deuen ser coronados en la eglesia Cathedral de Santa Maria de nuestra dicta Muy Noble Ciudad de Pomplona. | ” |

Pendão oficial de Pamplona segundo o Privilégio da União (1423)

Na realidade não se sabe ao certo a origem da cor verde da bandeira atual. É provável que resultasse da deterioração de uma bandeira originalmente azul ou que seja uma homenagem à casa de Evreux, à semelhança do que sucedeu no século XVIII, quando se adoptou o branco em homenagem à Casa de Bourbon. Durante a ditadura de Primo de Rivera (1923-1930), a bandeira voltou a ser azul e branca, sendo novamente verde a partir de 1930.